# Theodor Körner
Theodor Körner ( [ˈteːoˌdoːɐ̯ ˈkœʁnɐ] (ajuda·info); Komárom, 23 de abril de 1873 – Viena, 4 de janeiro de 1957) foi presidente da Áustria, de 21 de junho de 1951 a 4 de janeiro de 1957. Foi um político do SPÖ.
Theodor Körner foi burgomestre e landeshauptmann de Viena, de 1945 a 1951.

## Vida
Como filho de um oficial do Exército Austro-Húngaro, ele nasceu em Újszőny, Reino da Hungria (hoje parte de Komárom, Hungria). Ele era tio-bisavô do produtor cinematográfico, ator e autor americano Jason L. Koerner (nascido em 1972), sobrinho-neto do poeta Theodor Körner e era parente distante de Bertha von Suttner, cuja mãe Sophie Wilhelmine von Körner também era parente do poeta.
A partir de 1888, Körner frequentou a escola militar em Mährisch Weißkirchen (Hranice), graduou-se como um dos primeiros da classe como um pioneiro na Academia Militar Técnica Imperial e Real e tornou-se tenente em 1894. Ele serviu como oficial em Agram (hoje Zagreb, Croácia) e foi promovido a major em 1904, ano em que se tornou membro da equipe austríaca. Durante a Primeira Guerra Mundial, ele foi um comandante ativo no front italiano. Ele renunciou à carreira militar em 1924 como general.
Sempre interessado em política, juntou-se aos social-democratas e tornou-se parlamentar em 1924. Foi Presidente do Conselho Federal da Áustria entre dezembro de 1933 e fevereiro de 1934.
A guerra civil na Áustria e a instalação da ditadura austro-fascista de Engelbert Dollfuss encerraram a carreira de Körner como político. Ele foi preso, como outros membros de seu partido, pelo governo autoritário que proibiu todos os partidos da oposição e colocou seus representantes na prisão. Durante a Segunda Guerra Mundial, Körner foi novamente preso, desta vez pelos nazistas.
Após a guerra, em abril de 1945, Körner tornou-se prefeito de Viena na recém-erguida Segunda República. Körner foi responsável pela reconstrução e reconstrução de Viena, que foi fortemente destruída devido ao bombardeio durante a guerra. Após a morte de Karl Renner, seu partido indicou Körner como candidato à presidência, e Körner venceu as eleições com pouco mais de 51 por cento dos votos. Ele, portanto, se tornou o primeiro presidente da Áustria eleito diretamente pelo povo. Körner morreu em Viena, no cargo, o segundo presidente consecutivo a fazê-lo.

Körner tinha um profundo conhecimento das ciências militares e escreveu sobre a teoria militar. Em Viena, há uma rua com o seu nome, assim como o Prêmio Theodor Körner, um prêmio austríaco de ciência e arte.